# Ochthocharis dicellandroides
Ochthocharis dicellandroides là một loài thực vật có hoa trong họ Mua. Loài này được (Gilg) C. Hansen & Wickens mô tả khoa học đầu tiên năm 1981.